# Симфониета – Видин
Симфониета – Видин е най-големият културен институт във Видинския регион.

## История
Оркестърът съществува като държавна институция от 1949 г. Първите стъпки за нейното създаване датират от 1910 г. Активността на Симфониетата във Видин обхваща многообразни музикални изяви в града и региона – образователни концерти и лектории за деца, международни активности – турнета в Нидерландия, Австрия, Германия, Швейцария, Италия, Испания, Гърция, Унгария, Румъния, Сърбия и Република Македония.
Участва в международни музикални фестивали и конкурси, като летните фестивали в Сполето, Комо и Кротоне (Италия), Дунавски фестивал в Улм (Германия), Софийски музикални седмици, Австрийски музикални седмици, Камерна сцена София, Нимус – Ниш (Сърбия), Конкурс за пианисти Изидор Баич – Нови Сад (Сърбия), Международния конкурс „Музиката и Земята“ в София.
Симфониета – Видин е участвала в известни европейски концертни зали като Concertgebouw в Амстердам, Victoria Hall в Женева, House of Music във Виена, Beethoven Hall в Щутгарт, The Hall of Congresses в Сарагоса и много други.